# Classe Furor
Classe Furor identifica um grupo de navios de guerra do tipo contratorpedeiros (em inglês:  destroyers), construídos para a Marinha espanhola.